# Tuzla kanton
Tuzla kanton (bosniska: Tuzlanski kanton, kroatiska: Tuzlanska županija, serbiska: Тузлански кантон) är en kanton i entiteten Federationen Bosnien och Hercegovina. Huvudorten är Tuzla.